# Rejon szachtarski
Rejon szachtarski – jednostka administracyjna wchodząca w skład obwodu donieckiego Ukrainy.
Rejon utworzony w 1966, ma powierzchnię 1100 km² i liczy około 23 tysięcy mieszkańców. Siedzibą władz rejonu jest Szachtarsk.
Na terenie rejonu znajdują się 13 silskich rad, obejmujących w sumie 42 wsie i 12 osad.